# Milaan-San Remo 1935
De wielerwedstrijd Milaan-San Remo 1935 werd gereden op 17 maart 1935. Het parcours van deze 28e editie bedroeg een afstand van 281,5 kilometer. 
De wedstrijd werd gewonnen door Giuseppe Olmo, gevolgd door Learco Guerra en Mario Cipriani.

## Deelnemende ploegen
| Deelnemende teams  | Deelnemende teams | Deelnemende teams | Deelnemende teams |
| ------------------ | ----------------- | ----------------- | ----------------- |
| Bianchi            | Maino-Girardengo  | Frejus            | Gloria            |
| Helyett-Hutchinson | Frejus            | Legnano-Wolsit    | Birma-Hutchinson  |
| Oscar Egg          | Dei               | Armor             |                   |

## Uitslag
| Milaan–San Remo 1935 |                     |                           |          |
| Plaats               | Naam                | Ploeg                     | Tijd     |
| Winnaar              | Giuseppe Olmo       | Bianchi                   | 7u48'39" |
| 2                    | Learco Guerra       | Maino-Girardengo          | z.t.     |
| 3                    | Mario Cipriani      | Fréjus                    | z.t.     |
| 4                    | Gino Bartali        | Onafhankelijk             | z.t.     |
| 5                    | Alfredo Bovet       | Bianchi                   | +1'54"   |
| 6                    | Aldo Bini           | Maino-Girardengo          | z.t.     |
| 7                    | Antonio Negrini     | Fréjus                    | z.t.     |
| 8                    | Rinaldo Gerini      | Fréjus                    | z.t.     |
| 9                    | Jef Demuysere       | Génial Lucifer-Hutchinson | z.t.     |
| 10                   | Giuseppe Martano    | Fréjus                    | +4'29"   |
| 11                   | Osvaldo Della Latta | Gloria                    | +5'51"   |
| 12                   | Adrien Buttafocchi  | Helyett-Hutchinson        | +8'51"   |
| 13                   | Alfred Weck         | Individueel               | z.t.     |
| 14                   | Fausto Montesi      | Gloria                    | z.t.     |
| 15                   | Giovanni Gotti      | Legnano-Wolsit            | z.t.     |
| 16                   | Aurelio Scazzola    | Individueel               | +11'20"  |
| 17                   | Vasco Bergamaschi   | Maino-Girardengo          | z.t.     |
| 18                   | Renato Scorticati   | Individueel               | z.t.     |
| 19                   | Karl Altenburger    | Birma-Hutchinson          | +13'21"  |
| 20                   | Romolo Rossi        | Individueel               | z.t.     |

1907 · 1908 · 1909 · 1910 · 1911 · 1912 · 1913 · 1914 · 1915 · 1916 · 1917 · 1918 · 1919 · 1920 · 1921 · 1922 · 1923 · 1924 · 1925 · 1926 · 1927 · 1928 · 1929 · 1930 · 1931 · 1932 · 1933 · 1934 · 1935 · 1936 · 1937 · 1938 · 1939 · 1940 · 1941 · 1942 · 1943 · 1944 · 1945 · 1946 · 1947 · 1948 · 1949 · 1950 · 1951 · 1952 · 1953 · 1954 · 1955 · 1956 · 1957 · 1958 · 1959 · 1960 · 1961 · 1962 · 1963 · 1964 · 1965 · 1966 · 1967 · 1968 · 1969 · 1970 · 1971 · 1972 · 1973 · 1974 · 1975 · 1976 · 1977 · 1978 · 1979 · 1980 · 1981 · 1982 · 1983 · 1984 · 1985 · 1986 · 1987 · 1988 · 1989 · 1990 · 1991 · 1992 · 1993 · 1994 · 1995 · 1996 · 1997 · 1998 · 1999 · 2000 · 2001 · 2002 · 2003 · 2004 · 2005 · 2006 · 2007 · 2008 · 2009 · 2010 · 2011 · 2012 · 2013 · 2014 · 2015 · 2016 · 2017 · 2018 · 2019 · 2020 · 2021 · 2022 · 2023 · 2024 · 2025
Lijst van beklimmingen